# Frottola

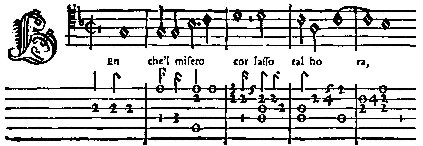
Partitura: Frottoloa

Frottola é um estilo musical de  peças de um repertório de música secular do Norte da Itália que floresceu no final do século XV e início do século XVI. Era considerada música das cortes, em detrimento do povo.
Composta por canções estróficas, solísticas, seculares, com ritmo bem marcado, diatônicas, com acompanhamento musical instrumental. o estilo é precursor do madrigal.

## A poesia
As palavras tinham conotações popularares, e rústicas e as formas poéticas utilizadas para o repertório escrito de frottole cultivaram os improvisadores da época e provavelmente antes até, mas isto não deve nos levar a pensar que a frottola é uma música só do povo ou folclorista.

## O estilo musical
No seu estilo, a frottola varia de quase toda homofônica, com quatro vozes e os ornarmentos melódicos muito elaborados, principalmente as vozes do tenor. As vozes inferiores participam com escalas, representando o máximo da atividade polifônica, no restante elas seguem homofonicamente. A linha do baixo eram bem harmônicas. Os ritmos sugerem a frottola um estilo de canção de dança.

## Características
- homofônica
- Silábica
- A quatro vozes